# One Survivor Remembers
One Survivor Remembers è un cortometraggio del 1995 diretto da Kary Antholis, vincitore del Oscar al miglior cortometraggio documentario 1996. Nel 2012, il film è stato selezionato per la conservazione nel National Film Registry degli Stati Uniti dalla Biblioteca del Congresso come "culturalmente, storicamente o esteticamente significativo".

## Trama
La sopravvissuta all'Olocausto Gerda Weissmann Klein racconta il suo calvario di sei anni come vittima della crudeltà nazista, compresa la perdita dei genitori, del fratello, degli amici, della casa, dei beni e della comunità.